# Ranger (attraction)
Pour les articles homonymes, voir Ranger.
Un Ranger est une attraction de type pendule, principalement utilisé dans les fêtes foraines et parfois les parcs d'attractions, conçue par Huss Park Attractions et présentée pour la première fois en 1981. Le principe de l'attraction est de proposer des rotations complètes sans le classique support en A, assez inesthétique et un peu trop "sécurisant". Le succès de l'attraction est notable par le fait que Ranger est devenu le synonyme d'attraction pendulaire à inversion.
Le Ranger a la particularité de ne pas avoir de support en A et se rapproche donc techniquement plus des manèges rotatifs horizontaux. Toutefois la première partie de l'attraction utilise un système de balancement pendulaire avant d'effectuer des rotations.
Le concept a été réutilisé par Huss pour le Rainbow.

## Concept et opération

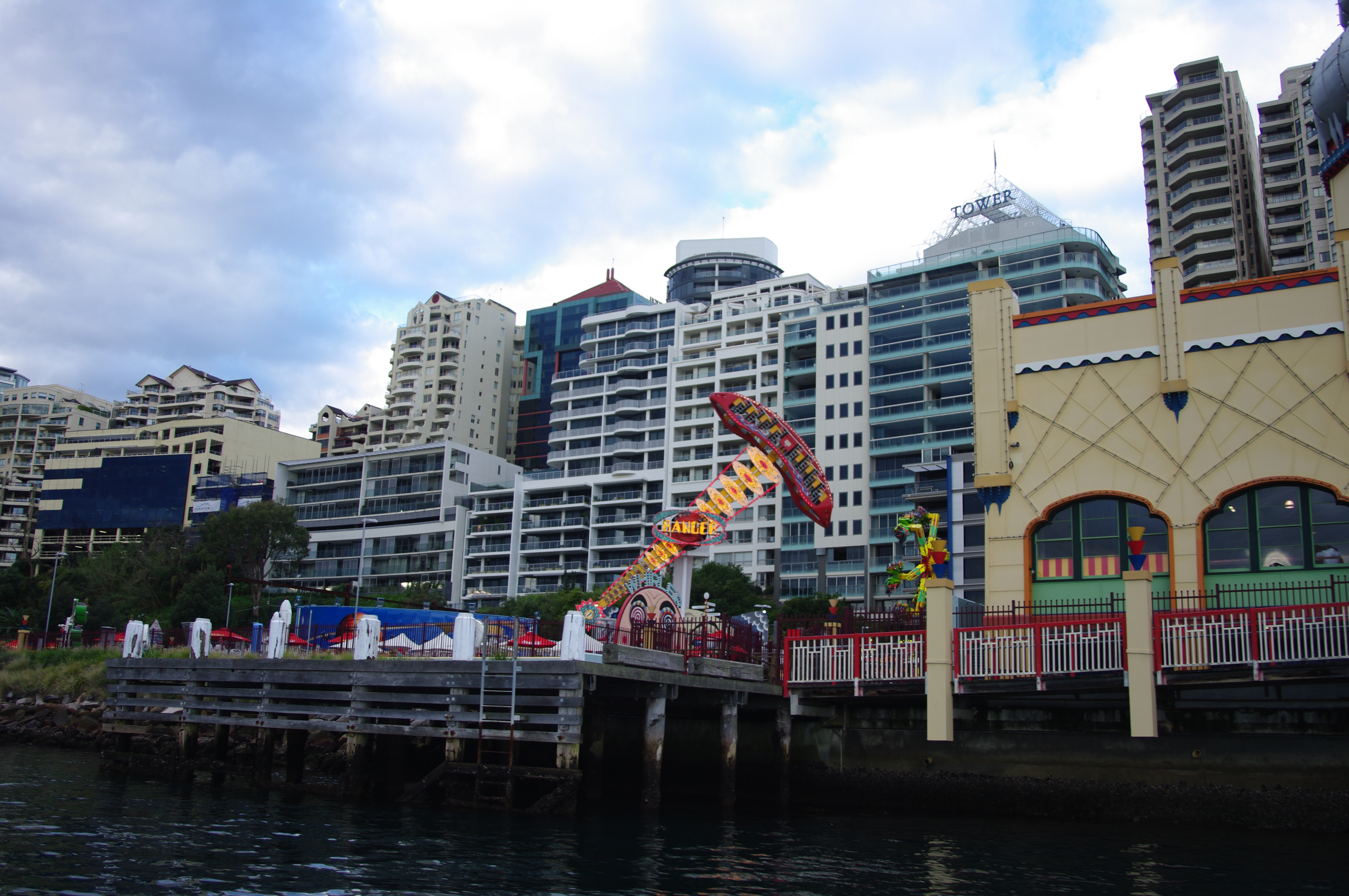
Un Ranger au centre de la photo.

L'attraction consiste en une tour unique d'environ 12 m, supportant une nacelle de 40 passagers placée à l'extrémité du bras rotatif. À l'autre extrémité du bras, un contrepoids souvent double permet de compenser l'absence de support en A. Généralement, le bras et les contrepoids servent de support à des décorations, lumineuses ou non.
Les passagers sont disposés par rangées de quatre personnes, de part et d'autre du bras. Les quatre rangées de gauche font face à droite et celles de droite à gauche, les passagers pouvant donc se regarder durant le temps de l'attraction.
Durant l'attraction, les passagers sont d'abord balancés d'avant en arrière avant que le bras ne réalise des rotations complètes, les passagers se trouvant avec la tête en bas au sommet du cercle décrit pas le bras. Il est possible de lancer directement la nacelle au sommet depuis son point de départ. Les possibilités de l'attraction dépendent du moteur utilisé. Certains modèles autorisent huit rotations par minute, pour un ensemble bras-nacelle pesant 65 tonnes en charge.
Les passagers sont attachés par un harnais au niveau du ventre, garantissant leur position sur leur siège. L'attraction possède des restrictions de poids et de taille.
La totalité de la structure peut être placée sur deux camions de 12m de long qui nécessitent toutefois un permis de conduire spécial (dans plusieurs pays, dont les États-Unis). Le premier camion, qui sert aussi de base pour l'attraction, emporte la plateforme, le bras de support et le bras rotatif, tandis que le second emporte la nacelle, les décors et les contrepoids.

## Variantes
- Le Traum Boot de Weber est très proche du concept du Ranger, la seule différence notable est la forme de la nacelle, qui au lieu d'être inclinée proche de la banane en raison de sa filiation avec les bateaux pirates, est plane.
- Les attractions de types Kamikaze aussi dénommé double arm Ranger.
- Le Rainbow de Huss

## Attractions de ce type
Ils existent au moins 30 Rangers en service en 2006.
- Australie - à Luna Park Sydney.
- Allemagne - au moins deux : à Freizeit-Land Geiselwind et à Hansa-Park.
- États-Unis - à Six Flags Darien Lake.
- Italie - à Zoosafari Fasanolandia.
- France - il n'existe plus qu'un seul Ranger HUSS transportable en France, nommé Ranger. Il est visible tous les ans au Luna Park d'Argelès.